# Svenska tobakslagen

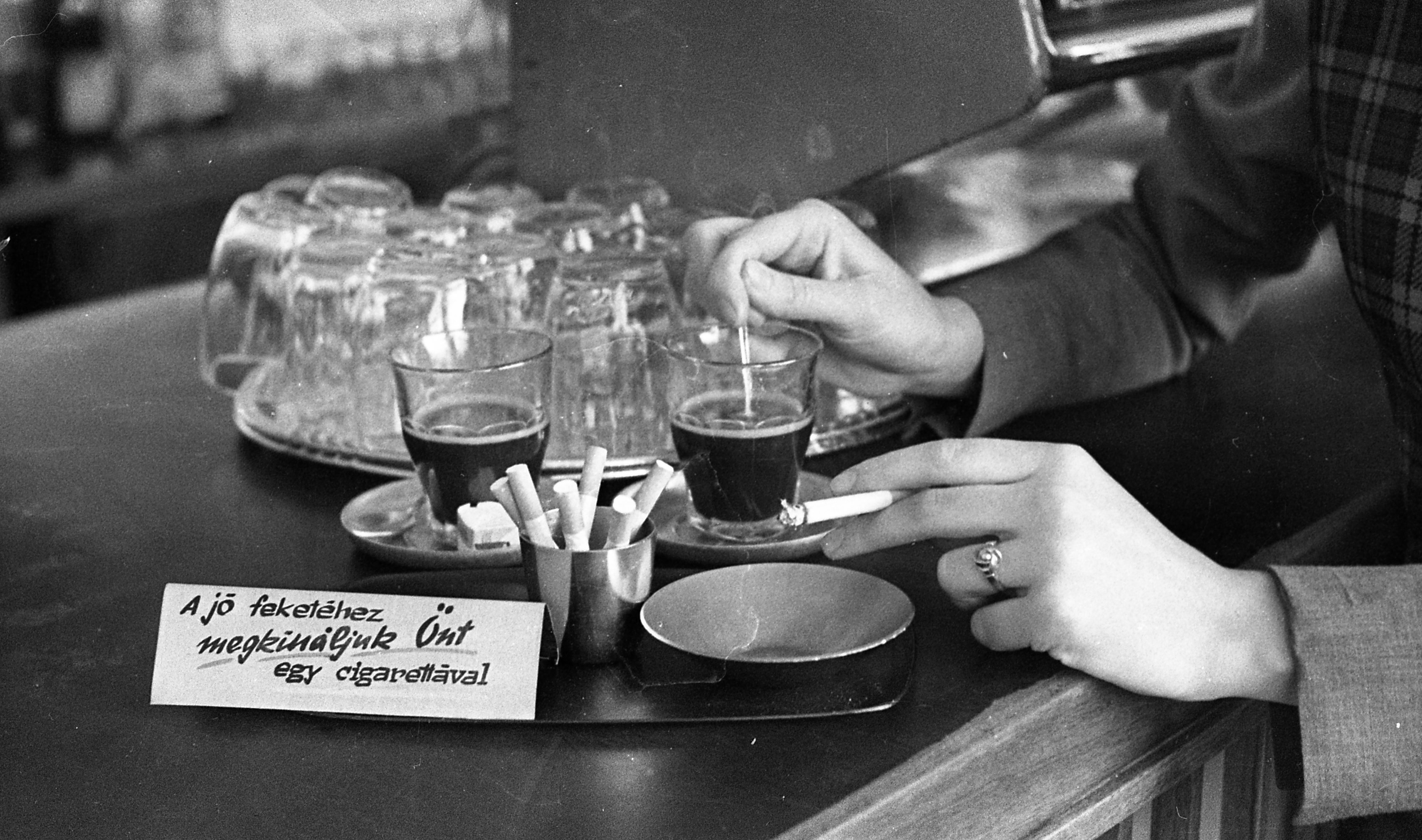

Tobakslagen (1993:581) var en svensk lag i Sverige från 1993. Av lagen framgick exempelvis begränsningar av rökning i vissa lokaler och utrymmen samt på vissa områden utomhus, hälsovarningar på förpackningar till tobaksvaror och örtprodukter för rökning och marknadsföring av tobaksvaror. Lagen upphävdes den 1 juli 2019 genom SFS 2018:2088, Lag om tobak och liknande produkter.
Tobakslagen kan även avse tobakslagen i Finland, Lag om åtgärder för inskränkande av tobaksrökning 13.8.1976/693.